# Alsodes vanzolinii
Alsodes vanzolinii је водоземац из реда жаба (Anura) и фамилије Cycloramphidae. 

## Угроженост
Ова врста је крајње угрожена и у великој опасности од изумирања.

## Распрострањење
Ареал врсте је ограничен на једну државу. 
Чиле је једино познато природно станиште врсте.

## Станиште
Станишта врсте су шуме и слатководна подручја. 